# Yaka (H.30) jezici
Yaka (H.30) jezici, podskupina od (7) nigersko-kongoanskih jezika koji se govore po državama Angola i Demokratska Republika Kongo. Klasificiraju se centralnim bantu jezicima u zoni H. Predstavnici su: 
- lonzo [lnz], 300 u provinciji Bandundu, DR Kongo;
- mbangala ili bangala [mxg], jedini predstavnik iz Angole, 22.300 (2000);
- ngongo [noq], 4.080 (2000), provincija Bandundu;
- pelende [ppp], provincija Bandundu, 8.400 (2002);
- sonde ili kisonde [shc], 96.000 (2002);
- suku ili kisuku [sub], 50.000 (1980 UBS) provincija Bandundu;
- yaka [yaf], 900,000, od toga 700,000 u DR Kongu (2000 SIL) i 200,000 u Angoli (2000 SIL).

## Vanjske poveznice
- Ethnologue (14th)
- Ethnologue (15th)